# Камполието
Камполиѐто (на италиански: Campolieto) е село и община в Централна Италия, провинция Кампобасо, регион Молизе. Разположено е на 735 m надморска височина. Населението на общината е 950 души (към 2010 г.).